# Hideki Noda
Hideki Noda va ser un pilot de curses automobilístiques japonès que va arribar a disputar curses de Fórmula 1.
Va néixer el 7 de març del 1969 a Osaka, Japó.

## A la F1
Hideki Noda va debutar a la catorzena cursa de la temporada 1994 (la 45a temporada de la història) del campionat del món de la Fórmula 1, disputant el 16 d'octubre del 1994 el G.P. d'Europa al circuit de Xerès.
Va participar en un total de tres curses puntuables pel campionat de la F1 disputades totes a la  temporada 1994 no aconseguint finalitzar cap cursa i no assolí cap punt vàlid pel campionat del món de pilots.

## Resultats a la Fórmula 1
| Any  | Equip                | Xassís    | Motor | 1   | 2   | 3   | 4   | 5   | 6   | 7   | 8   | 9   | 10  | 11  | 12  | 13  | 14      | 15      | 16      | Posició | Punts |
| ---- | -------------------- | --------- | ----- | --- | --- | --- | --- | --- | --- | --- | --- | --- | --- | --- | --- | --- | ------- | ------- | ------- | ------- | ----- |
| 1994 | Tourtel Larrousse F1 | Larrousse | Ford  | BRA | PAC | SMR | MON | ESP | CAN | FRA | GBR | ALE | HON | BEL | ITA | POR | EUR Ret | JAP Ret | AUS Ret | -       | 0     |

### Resum
| Curses: | Victòries: | Pòdiums: | Poles: | Voltes ràpides: | Punts: |
| ------- | ---------- | -------- | ------ | --------------- | ------ |
| 3 (3)   | 0          | 0        | 0      | 0               | 0      |